# Lazi (Siquijor)
Lazi é um município de quarta classe de renda municipal (d) na província Siquijor, Filipinas. De acordo com o censo de 1 de maio de 2020, possui uma população de 22 488 pessoas e 5 654 domicílios.